# (1409) Isko
(1409) Isko es el asteroide número 1409 situado en el cinturón principal. Fue descubierto por el astrónomo Karl Wilhelm Reinmuth  desde el observatorio de Heidelberg, el 8 de enero de 1937. Su designación alternativa es 1937 AK. Está nombrado en honor de Ise Koch, esposa de un astrónomo de Heidelberg.